# Windows Scripting Host
Windows Scripting Host, WSH – programowe środowisko interpretacji i wykonywania skryptów w systemie Windows (począwszy od Windows 95). Nowoczesny następca plików .bat z systemu DOS. 
Domyślnie środowisko WSH potrafi wykonywać skrypty napisane w językach skryptowych JScript i VBScript. Skrypty napisane w tych językach w systemie Windows mogą być wykonywane od razu, tj. bez instalacji dodatkowego oprogramowania. 
Po zainstalowaniu w środowisku WSH dodatkowych interpreterów, zadania wykonywane w systemie Windows mogą być napisane w dowolnym języku skryptowym.